# El extraño viaje revisitado
El extraño viaje revisitado es la reedición del quinto álbum de estudio del grupo español Fangoria, El extraño viaje. Fue lanzado el 4 de diciembre bajo los sellos Warner Music Spain, DRO y Warner Music México. Lanzado un año y un mes después del álbum original, incluye cinco canciones nuevas, cuatro remezclas y un DVD que incluye una presentación en directo, un documental, vídeos musicales, etc. 
Para el nuevo material, Fangoria colaboró con Julieta Venegas, Miranda!, Dover y Mägo de Oz, entre otros. En España se publicó una edición limitada de 4,000 copias, mientras que en México se publicó una edición que contenía el álbum original y la reedición.

## Lanzamiento y formatos
La reedición de El extraño viaje contiene dos canciones inéditas en las que colaboraron Julieta Venegas y Miranda! además de las Caras B de los sencillos del disco. Salió a la venta el 4 de diciembre en España, agotándose en apenas un par de semanas. La caja contenía material exclusivo (pósteres, pegatinas, un CD, un DVD, autográfos) y consiste en una edición limitada de 4000 ejemplares numerados.
- Un CD (autografiado por Alaska) con remixes y duetos;

- Un DVD (autografiado por Nacho Canut) con un documental grabado por Alaska durante la gira de verano, videoclips, making offs, entre otros;
- 6 pósteres con fotos inéditas de Fangoria;
- 8 pegatinas para el equipaje;
- Un bote de esmalte de uñas negro edición especial Fangoria de MAC; y
- Un trozo de los vestidos utilizados por Alaska durante la gira.

La frase o cita textual que fue escogida por Fangoria para este álbum es la siguiente:

"El viajar como proceso se vuelve a poner de moda. La gente abandona la idea de "desplazarse entre A y B" y empieza a desarrollar (o redescubrir) una cultura del viaje: el semi-nomadismo. Mucha gente adquiere versiones súper nuevas con fax y módem de la roulotte. Se convierte en algo típicamente "de clase baja" vivir en un domicilio fijo. Las formas rápidas de transporte se ven como se ve la comida rápida ahora: algo hortera, indeseado, falso.", la frase procede de "Futuros impensables", de Brian Eno (© 1992).

## Diseño y portada
En cuanto al diseño del box-set, éste sigue la misma línea estilística de los dos álbumes que lo precedieron, "El extraño viaje" y "¡Viven!" ya que se trata de álbumes que están relacionados entre sí y forman, si se quiere, una especie de serie o secuela. El esquema cromático de la portada gira en torno al negro, varios tonos de azules y grises. La fotoportada nos presenta los bustos hasta la cintura de Alaska sosteniendo una bandeja con postres y a Nacho sosteniendo con ambas manos un mantel con motivos circulares... Los bustos están sobrepuestos a un fondo engramado en tonos grises y turquesa. La diagramación tanto del nombre del grupo como del título del álbum es idéntica a los dos discos anteriores.
El digipack correspondiente al CD de audio tiene un diseño similar al de la portada, solo que ésta no tiene fotoportada central... viene todo en color de fondo negro con un marco de líneas en gris-azulado que contiene en su interior como ilustración principal, el símbolo que identifica al álbum "El extraño viaje", el cual es un óvalo estilizado a manera de cartucho dentro del cual se aprecia un arco y flecha en posición de tiro apuntando a una estrella en la parte superior. En la parte inferior derecha se observa la rubrica de Alaska.
El digipack que contiene el DVD de video tiene una apariencia casi idéntica a la del CD de audio, solo que aquí se observa como ilustración central un óvalo estilizado en gris-azulado, en cuyo interior se aprecia un florete con cazoleta de cuya hoja brotan sendas alas desplegadas. En la parte inferior derecha la firma de Nacho Canut. Los discos compactos de cada digipack repiten la misma ilustración mostrada en la portada.

## Lista de canciones
Álbum (edición España: CD + DVD).
Contenido del CD-audio
| N° | Canción                                        | Versión                                                 |
| -- | ---------------------------------------------- | ------------------------------------------------------- |
| 1. | "Todo es mentira"                              | con Julieta Venegas.                                    |
| 2. | "Tenemos que hablar de las plantas carnívoras" | con Miranda!.                                           |
| 3. | "Sorry, I'm a Lady"                            | con Dover.                                              |
| 4. | "Rey del glam"                                 | con Mago de Oz.                                         |
| 5. | "A fuerza de vivir"                            | remix por Tony James y Neal X para Sigue Sigue Sputnik. |
| 6. | "Si lo sabe Dios, que se entere el mundo"      | Ampmix por Amplifier.                                   |
| 7. | "Criticar por criticar"                        | remix por Chicks on Speed.                              |
| 8. | "El cementerio de mis sueños"                  | Hola Sangría remix por Sebastián Komor.                 |
| 9. | "Criticar por criticar"                        | remix por Spam.                                         |

Contenido del DVD-video:
| N° |                                                                  |
| -- | ---------------------------------------------------------------- |
| 1. | Documental "La vida es un festival" grabado y montado por Alaska |
| 2. | Presentación de El extraño viaje en el escaparate de FNAC.       |
| 3. | Entrega del disco de oro.                                        |
| 4. | Videoclip "Criticar por criticar".                               |
| 5. | Videoclip "Ni contigo ni sin ti".                                |
| 6. | Videoclip "El cementerio de mis sueños".                         |
| 7. | Making-off de los videoclips.                                    |

## El extraño viaje revisitado (edición mexicana)
La edición mexicana de "El extraño viaje revisitado" de Fangoria es totalmente diferente a la española. Esta edición tiene únicamente dos CD de audio: El CD de "El extraño viaje" + el CD-audio de "El extraño viaje revisitado" publicado en España con las rarezas a dúo con Julieta Venegas, Miranda!, Dover y las versiones remezcladas.
La portada también tuvo cambios, en un principio la primera edición mexicana poseía la misma carátula que la edición española (CD, Mucha Más Música / Warner / DRO, 2006, Nro. de referencia: 6395620) pero luego en una segunda edición para México la portada ya es diferente y se trata de una carátula similar, mas no idéntica a la del sencillo "Criticar por criticar" (2 CD, DRO Atlantic / Warner Music Spain / Warner Music México, edición México, 2007, Nro. de referencia: 2564696916).
CD 1
| N°  | Canción                                   | Duración |
| --- | ----------------------------------------- | -------- |
| 1.  | "Fantasmas"                               | 3:44     |
| 2.  | "Criticar por criticar"                   | 3:33     |
| 3.  | "Plegarias atendidas"                     | 4:10     |
| 4.  | "El cementerio de mis sueños"             | 3:07     |
| 5.  | "Sin perdón"                              | 3:30     |
| 6.  | "A fuerza de vivir"                       | 3:54     |
| 7.  | "Si lo sabe Dios, que se entere el mundo" | 3:02     |
| 8.  | "Ni contigo, ni sin ti"                   | 3:47     |
| 9.  | "Cuestión de fe"                          | 3:17     |
| 10. | "Las ventajas de olvidar"                 | 3:41     |
| 11. | "Estés donde estés"                       | 3:26     |
| 12. | "Nada más que añadir"                     | 4:18     |

CD 2
| N° | Canción                                        | Versión                                                 |
| -- | ---------------------------------------------- | ------------------------------------------------------- |
| 1. | "Todo es mentira"                              | con Julieta Venegas.                                    |
| 2. | "Tenemos que hablar de las plantas carnívoras" | con Miranda!.                                           |
| 3. | "Sorry, I'm a lady"                            | con Dover.                                              |
| 4. | "Rey del glam"                                 | con Mago de Oz.                                         |
| 5. | "A fuerza de vivir"                            | remix por Tony James y Neal X para Sigue Sigue Sputnik. |
| 6. | "Si lo sabe Dios, que se entere el mundo"      | Ampmix por Amplifier.                                   |
| 7. | "Criticar por criticar"                        | remix por Chicks on Speed.                              |
| 8. | "El cementerio de mis sueños"                  | Hola Sangría remix por Sebastián Komor.                 |
| 9. | "Criticar por criticar"                        | remix por Spam.                                         |